# Cabillus caudimacula
Cabillus caudimacula es una especie de pez del género Cabillus, de la familia Gobiidae. El nombre científico de la especie fue válidamente publicado en 2004 por Randall y Greenfield.

## Morfología
Los machos pueden lograr 2,2 cm de longitud total.

## Hábitat
Es un pez marino, de clima tropical y asociado a los arrecifes de coral, que vive entre 2-17 m de profundidad.

## Distribución
Se encuentra en las Islas Hawái.

## Observaciones
Es inofensivo para los humanos.